# Boudewijn Röell
Boudewijn Röell (født 12. maj 1989 i Leidschendam, Holland) er en hollandsk roer.
Röell vandt en bronzemedalje ved OL 2016 i Rio de Janeiro, som del af den hollandske otter. Den øvrige besætning i båden blev udgjort af Kaj Hendriks, Robert Lücken, Boaz Meylink, Olivier Siegelaar, Dirk Uittenbogaard, Mechiel Versluis, Tone Wieten og styrmand Peter Wiersum.
Röell har gennem karrieren desuden vundet én VM-bronzemedalje, i 2015, samt to bronze- og en sølvmedalje ved EM. Alle medaljerne er vundet i disciplinen otter.

## OL-medaljer
- 2016:  Bronze i otter